# Равахере

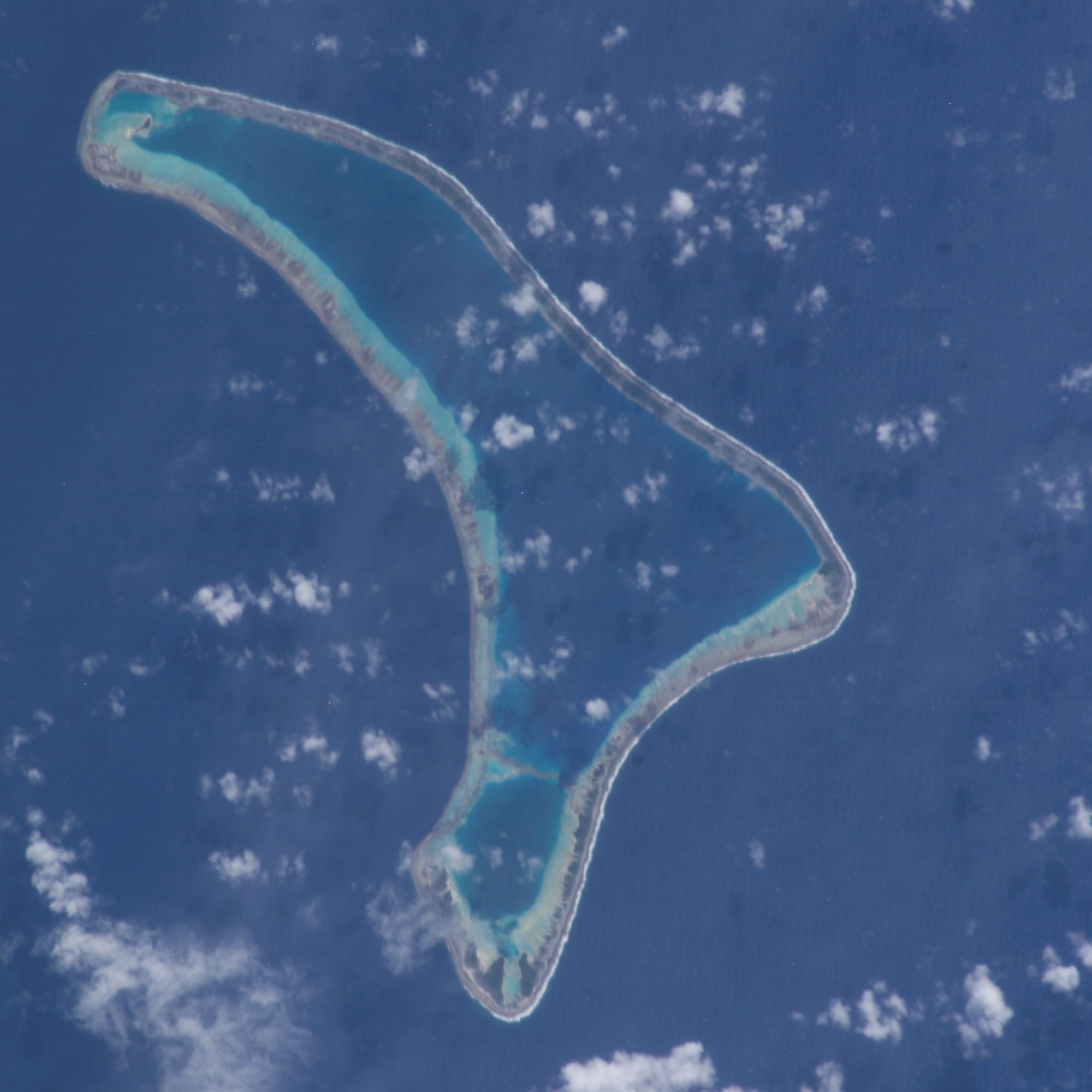
Космический снимок атолла.

Равахере (фр. Ravahere) — атолл в архипелаге Туамоту (Французская Полинезия) в группе островов Дье-Груп. Расположен в 2 км к югу от атолла Марокау.

## География
Общая площадь атолла составляет 7 км². В центре расположена лагуна, полностью изолированная от океанических вод. Длина Равахере составляет около 16 км, ширина — 4 км.

## История
Атолл был открыт английским путешественником Джеймсом Куком.

## Административное деление
Административно входит в состав коммуны Хикуэру.

## Население
В 2007 году атолл был необитаем, на острове полностью отсутствовала инфраструктура.